# Daniel Costa
Daniel Costa (* 1957 oder 1958 in Maldonado) ist ein uruguayischer Politiker und Bauunternehmer.
Der verheiratete Vater dreier Kinder gehört seit Ende der 1970er Jahre der Partido Nacional an. Seine politische Laufbahn begann er als gewählter Mandatsträger (Edil) in der Junta Departamental von Maldonado. Dort hatte er später das Amt des Vorsitzenden inne. In der 44. Legislaturperiode saß er mehrfach als stellvertretender Abgeordneter für das Departamento Maldonado in der Cámara de Representantes. Anschließend war er als Direktor bei ANTEL tätig und hat derzeit die Geschäftsführung eines Bauunternehmens inne. Bei den Kommunalwahlen 2005 kandidierte er zudem erfolglos für das Amt des Intendente von Maldonado. Zu jener Zeit wurde er dem innerparteilichen Sektor der Correntada Wilsonista innerhalb der Partido Nacional zugerechnet.

## Zeitraum seiner Parlamentszugehörigkeit
- 2. Februar 1998 – 1. März 1999 (Cámara de Representantes, 44.LP)
- 16. März 1999 – 1. April 1999 (CdR, 44.LP)
- 12. April 1999 – 30. April 1999 (CdR, 44.LP)
- sowie an drei weiteren Tagen